# Сан-Винченцо-Вале-Ровето
Сан-Винченцо-Вале-Ровето (итал. San Vincenzo Valle Roveto) — коммуна в Италии, расположена в регионе Абруццо, подчиняется административному центру Л’Акуила.
Население составляет 2555 человек (на 2005 г.), плотность населения составляет 58,91 чел./км². Занимает площадь 43,37 км². Почтовый индекс — 67050. Телефонный код — 0863.
Покровителем коммуны почитается святой Бенедикт Нурсийский. Праздник ежегодно празднуется 22 января.